# Ballerus
Genre
Ballerus est un genre de poissons de la famille des Cyprinidae.